# Plebejus pseudaegon

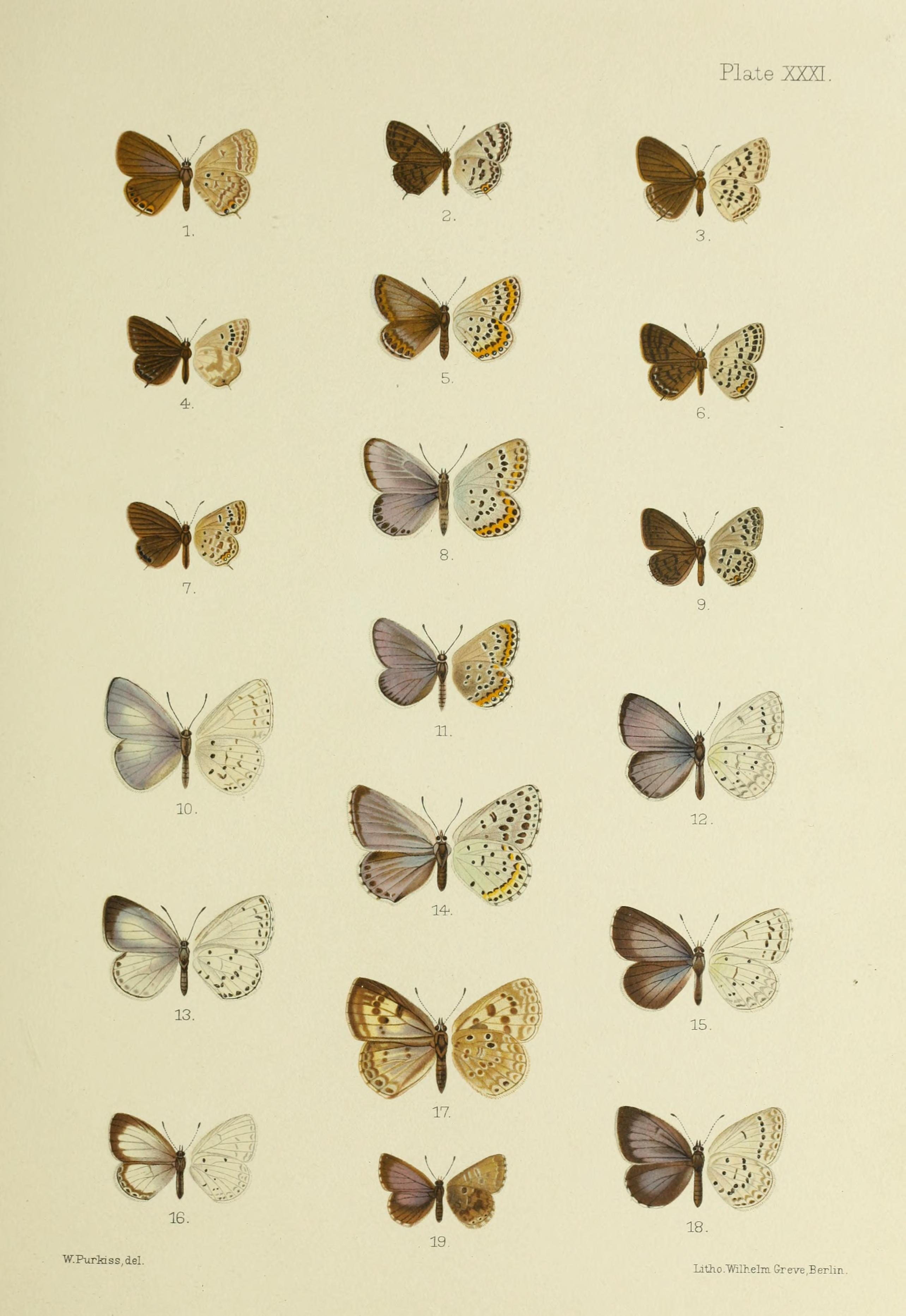
Östasiatiska fjärilar

Plebejus pseudaegon är en fjärilsart som beskrevs av Butler 1881. Plebejus pseudaegon ingår i släktet Plebejus och familjen juvelvingar. Inga underarter finns listade i Catalogue of Life.